# Herpetobotys
Herpetobotys és un gènere d'arnes de la família Crambidae.

## Taxonomia
- Herpetobotys camerounensis Maes, 2001
- Herpetobotys kenyensis Maes, 2001
- Herpetobotys ugandae Maes, 2001